# Brynäs IF
Brynäs Idrottsförening, ofta förkortat Brynäs IF eller BIF, bildad 12 maj 1912, är en idrottsförening i Gävle som är en av Sveriges mest framgångsrika ishockeyklubbar.  
Föreningen, som bildades på stadsdelen Brynäs, hade idrotterna fotboll, friidrott, simning, vattenpolo och bandy på programmet de första åren. Bandysektionen lades dock ned av ekonomiska skäl och i stället togs ishockey upp på programmet 1939. Föreningens fotbollslag tog SM-guld 1925 och spelade i Allsvenskan 1974. 1928 tog Gulli Söderström hem SM-guldet i trekamp (höjdhopp, spjut och 100 m löpning). Hon tog dessutom silver i höjdhopp och 800 m löpning under samma SM. Ishockeysektionen spelade säsongen 2023/2024 i Hockeyallsvenskan. Brynäs vann sitt senaste SM-guld i ishockey 2012. 1960–2023 spelade de i den högsta serien (Division I 1960–1975, SHL 1975–2023), totalt 63 raka säsonger, vilket är rekord för en svensk hockeyklubb. 
Klubbmärket ritades av Gösta Wikström år 1913.

## Historia
Brynäs IF:s ishockeylag debuterade i Sveriges högsta division säsongen 1943/44 som första lag utanför Stockholm och Mälarregionen. 1954/1955 var laget tillbaka, men åkte ur, kom tillbaka 1956/1957, åkte ur igen men kom sedan tillbaka 1960/1961 och lyckades därefter hålla sig kvar ända till 2023. Under Elitserien 1995/1996 hamnade laget i Allsvenskan efter jul, men lyckades ta sig tillbaka via Kvalserien 1996. Brynäs har även varit nere och vänt i Kvalserien, senast i Kvalserien till Elitserien i ishockey 2008. I slutet av säsongen 2022–2023 åkte dock Brynäs IF för första gången ur SHL, efter att ha förlorat nedflyttningskvalserien mot Malmö Redhawks med 1–4 i matcher.
Första SM-titeln togs säsongen 1963/1964, och den senaste SM-titeln kom säsongen 2011/2012.
På 1970-talet var Börje Salming med och förde Brynäs till två SM-guld, 1971 och 1972. År 1973 tog han steget över till NHL och anslöt till Toronto Maple Leafs. Där blev han en av de första svenska spelarna att på allvar slå igenom i Nordamerika och bana väg för framtida generationer i världens bästa hockeyliga. 
Innan säsongen 2006/2007 byggdes Gavlerinken om och bytte namn till Läkerol Arena. Arenan tar in 8585 åskådare och har bland annat 48 loger, tre rulltrappor, flera barer. Premiärmålet för laget i Läkerol Arena gjordes av Andreas Dackell.
Den 20 november 2013 blev Brynäs IF den första ishockeyklubben i världen att samarbeta med Unicef när man inledde ett femårigt samarbete med organisationen (2013 till 2018). Den 3 juni 2014 blev Gävle kommun huvudpartner till klubben för de fem följande säsongerna (till och med 2018/2019). Som del av samarbetet köpte kommunen namnrättigheterna till arenan och döpte om den till Gavlerinken Arena. Samarbetet innebär även att kommunen och Brynäs huvudpartners betalar klubben för att spela med reklamfria matchtröjor från och med säsongen 2014/2015 som den enda klubben i SHL.
Brynäs IF är det lag som vunnit guld i SM näst flest gånger efter Djurgården. Efter att ha vunnit 2012, alltså samma år som föreningen fyllde 100 år, är antalet SM-titlar 13 st.
2021 tvingades laget till kvalspel för att behålla sin plats i SHL, för första gången sedan 2008, efter att ha slutat näst sist (plats 13) i grundserien. Laget ställdes mot jumbon HV71 i bäst av sju matcher. Brynäs vann med 4–1 i matcher och höll sig därmed kvar i SHL efter ett avgörande i sista matchen av Oula Palve. Efter sista grundseriematchen entledigades både huvudtränare Peter Andersson och assisterande tränare Viktor Stråhle. Dessutom valde Michael Sundlöv frivilligt att avgå som sportchef. Den 4 april 2021 meddelade klubbens hemsida att Josef Boumedienne och Nils Ekman ersatte som huvudtränare respektive assisterande tränare, inför och under kvalet, som Brynäs klarade.
2023 stod Brynäs inför en riktig tung säsong. Efter att ha slutat på 13:e plats i tabellen var Brynäs klara för sitt andra kvalspel på endast tre säsonger. Motståndet i kvalet var Malmö Redhawks, som slutade sist i tabellen på 14:e plats. Endast några dagar innan kvalspelet skulle börja, valde Brynäs att sparka sin huvudtränare Mikko Manner, då klubben inte hade förtroende för honom längre. Han ersattes av Brynäs-legenden Ove Molin, som fick i uppgift att försöka hålla kvar Brynäs i den högsta serien. Platsen i högsta serien gick förlorad efter att ha förlorat kvalet med 1–4 i matcher.

## Topp 10-listor

### Flest matcher i Brynäs
Nedanstående tabell presenterar de tio främsta spelarna när det gäller antalet matcher i Brynäs genom tiderna. Aktiva spelare markeras med fet stil.
| Nr | Spelare          | Matcher | År        |
| -- | ---------------- | ------- | --------- |
| 1  | Ove Molin        | 885     | 1991-2010 |
| 2  | Tommy Sjödin     | 749     | 1986-2008 |
| 3  | Jan Larsson      | 667     | 1983-2003 |
| 4  | Simon Bertilsson | 666     | 2008-     |
| 5  | Jörgen Sundqvist | 662     | 2005-2018 |
| 6  | Anders Huss      | 641     | 1983-1999 |
| 7  | Andreas Dackell  | 614     | 1990-2012 |
| 8  | Anton Rödin      | 543     | 2009-     |
| 9  | Tommy Melkersson | 494     | 1988-1999 |
| 10 | Johan Alcén      | 471     | 2005-2021 |

### Flest mål i Brynäs
Nedanstående tabell presenterar de tio främsta målskyttarna i Brynäs samtliga matcher genom tiderna. Aktiva spelare markeras med fet stil.
| Nr | Spelare             | Mål | Matcher | Målsnitt | År        |
| -- | ------------------- | --- | ------- | -------- | --------- |
| 1  | Tord Lundström      | 311 | 426     | 0,73     | 1963-1979 |
| 2  | Lars-Göran Nilsson  | 287 | 463     | 0,62     | 1964-1979 |
| 3  | Håkan Wickberg      | 275 | 389     | 0,71     | 1958-1975 |
| 4  | Stefan Karlsson     | 254 | 439     | 0,58     | 1964-1981 |
| 5  | Hans Lindberg       | 239 | 272     | 0,88     | 1961-1972 |
| 6  | Ove Molin           | 230 | 885     | 0,26     | 1991-2010 |
| 7  | Jan Larsson         | 210 | 667     | 0,31     | 1983-2003 |
| 8  | Anders Huss         | 204 | 641     | 0,32     | 1983-1999 |
| 9  | Lars-Åke Sivertsson | 169 | 228     | 0,74     | 1960-1971 |
| 10 | Tom Bissett         | 158 | 328     | 0,48     | 1991-2002 |

### Flest assists i Brynäs
Nedanstående tabell presenterar de tio främsta spelarna med flest assists i Brynäs samtliga matcher genom tiderna. Aktiva spelare markeras med fet stil.
| Nr | Spelare            | Assists | Matcher | Assistsnitt | År        |
| -- | ------------------ | ------- | ------- | ----------- | --------- |
| 1  | Ove Molin          | 336     | 885     | 0,38        | 1991-2010 |
| 2  | Jan Larsson        | 317     | 667     | 0,48        | 1983-2003 |
| 3  | Lars-Göran Nilsson | 277     | 463     | 0,60        | 1964-1979 |
| 4  | Tord Lundström     | 272     | 426     | 0,64        | 1963-1979 |
| 5  | Håkan Wickberg     | 261     | 389     | 0,67        | 1958-1975 |
| 6  | Andreas Dackell    | 252     | 614     | 0,41        | 1990-2012 |
| 8  | Anton Rödin        | 243     | 543     | 0,44        | 2009-     |
| 7  | Tommy Sjödin       | 226     | 749     | 0,30        | 1986-2008 |
| 9  | Pär Djoos          | 204     | 447     | 0,46        | 1986-2003 |
| 10 | Anders Huss        | 198     | 641     | 0,31        | 1983-1999 |

### Flest poäng i Brynäs
Nedanstående tabell presenterar de tio främsta spelarna med flest poäng i Brynäs samtliga matcher genom tiderna. Aktiva spelare markeras med fet stil.
| Nr | Spelare            | Poäng | Matcher | Poängsnitt | År        |
| -- | ------------------ | ----- | ------- | ---------- | --------- |
| 1  | Tord Lundström     | 583   | 426     | 1,37       | 1963-1979 |
| 2  | Ove Molin          | 566   | 885     | 0,64       | 1991-2010 |
| 3  | Lars-Göran Nilsson | 564   | 463     | 1,22       | 1964-1979 |
| 4  | Håkan Wickberg     | 536   | 389     | 1,38       | 1958-1975 |
| 5  | Jan Larsson        | 527   | 667     | 0,79       | 1983-2003 |
| 6  | Andreas Dackell    | 408   | 614     | 0,66       | 1990-2012 |
| 7  | Anders Huss        | 402   | 641     | 0,63       | 1983-1999 |
| 8  | Stefan Karlsson    | 396   | 439     | 0,90       | 1964-1981 |
| 9  | Anton Rödin        | 396   | 543     | 0,72       | 2009-     |
| 10 | Hans Lindberg      | 354   | 272     | 1,30       | 1961-1972 |

### Flest utvisningsminuter i Brynäs
Nedanstående tabell presenterar de tio främsta spelarna med flest utvisningsminuter i Brynäs genom tiderna. Aktiva spelare markeras med fet stil.
| Nr | Spelare            | Min | År        |
| -- | ------------------ | --- | --------- |
| 1  | Tommy Sjödin       | 867 | 1986-2008 |
| 2  | Jörgen Sundqvist   | 691 | 2005-2018 |
| 3  | Jonathan Granström | 664 | 2008-2019 |
| 4  | Ove Molin          | 636 | 1991-2010 |
| 5  | Tommy Melkersson   | 608 | 1988-1999 |
| 6  | Stig Salming       | 544 | 1968-1981 |
| 7  | Andreas Dackell    | 510 | 1990-2012 |
| 8  | Simon Bertilsson   | 495 | 2008-     |
| 9  | Anders Huss        | 491 | 1983-1999 |
| 10 | Pär Djoos          | 448 | 1986-2003 |

## Priser som tilldelats personer i Brynäs

### Guldhjälmen[12]
- Jan Larsson: 1988/1999
- Jakob Silfverberg: 2011/2012
- Anton Rödin: 2015/2016

### Guldpucken[13]
- Håkan Wickberg: 1970/1971
- William Löfqvist: 1971/1972
- Stig Östling: 1974/1975
- Mats Näslund: 1979/1980
- Tommy Sjödin: 1991/1992
- Jakob Silfverberg: 2011/2012

### Skyttetrofén[14]
- Håkan Wickberg: 1963/1964
- Håkan Wickberg: 1965/1966
- Hans Lindberg: 1966/1967
- Tord Lundström: 1967/1968
- Lars-Göran Nilsson: 1968/1969
- Tord Lundström: 1969/1970
- Lars-Göran Nilsson: 1970/1971
- Tord Lundström: 1972/1973
- Lars-Göran Nilsson: 1973/1974
- Mats Näslund: 1980/1981
- Conny Silfverberg: 1984/1985
- Jan Larsson: 1998/1999

### Rinkens Riddare[15]
- Lars Bylund: 1968/1969
- Håkan Wickberg: 1969/1970
- Jan-Erik Lyck: 1971/1972
- Andreas Dackell: 2010/2011
- Jakob Silfverberg: 2011/2012
- Jakob Silfverberg: 2024/2025

### Salming Trophy[16]
- Mattias Ekholm: 2011/2012
- Victor Söderström: 2024/2025

### Stefan Liv Memorial Trophy[17]
- Jakob Silfverberg: 2011/2012

### Årets Junior[18]
- Jan-Erik Silfverberg: 1971/1972
- Johan Holmqvist: 1997/1998
- Nicklas Bäckström: 2005/2006
- Nicklas Bäckström: 2006/2007
- Jacob Markström: 2009/2010
- Johan Larsson: 2011/2012

### Årets Rookie[19]
- Nicklas Bäckström: 2005/2006
- Jacob Markström: 2009/2010
- Mattias Ekholm: 2010/2011
- Johan Larsson: 2011/2012

### Årets Coach[20]
- Tommy Sandlin: 1991/1992
- Tommy Sandlin: 1992/1993
- Roger Melin: 1998/1999
- Tommy Jonsson: 2011/2012
- Thomas Berglund: 2016/2017
- Niklas Gällstedt: 2023/2024
- Niklas Gällstedt: 2024/2025

### Årets Forward[21]
- Oskar Lindblom: 2016/2017

### Årets Back
- Charles-Édouard D'Astous: 2024/2025 [22]

### Årets Mål
- Jakob Silfverberg: 2011/2012 [23]
- Lucas Carlsson: 2015/2016 [24]
- Jack Kopacka: 2024/2025 [25]

### Årets Assist
- Jakob Silfverberg: 2024/2025 [26]

### Årets Räddning
- Felix Sandström: 2016/2017 [27]

### Årets MVP
- Jakob Silfverberg: 2024/2025 [28]

### Årets Schysstaste Spelare
- Jakob Silfverberg: 2024/2025 [29]

### Guldgallret[30]
- Damian Clara: 2023/2024

## Truppen 2025/2026
| Målvakter | Målvakter | Målvakter     | Målvakter | Målvakter | Målvakter | Målvakter       | Målvakter        | Målvakter | Målvakter |
| Nr        | Nat       | Spelare       | Längd     | Vikt      | L/R       | Född            | Födelseort       | Kontrakt  |           |
| --------- | --------- | ------------- | --------- | --------- | --------- | --------------- | ---------------- | --------- | --------- |
| 45        | Italien   | Damian Clara  | 197       | 97        | L         | 13 januari 2005 | Brunico          | Lån       |           |
| 61        | USA       | Collin Delia  | 188       | 91        | L         | 20 juni 1994    | Rancho Cucamonga | 2025/2026 |           |
| 31        | Sverige   | Erik Källgren | 191       | 88        | L         | 14 oktober 1996 | Stockholm        | 2026/2027 |           |

| Backar | Backar   | Backar            | Backar | Backar | Backar | Backar           | Backar     | Backar    | Backar |
| Nr     | Nat      | Spelare           | Längd  | Vikt   | L/R    | Född             | Födelseort | Kontrakt  |        |
| ------ | -------- | ----------------- | ------ | ------ | ------ | ---------------- | ---------- | --------- | ------ |
| 29     | Sverige  | Axel Andersson    | 185    | 85     | R      | 10 februari 2000 | Järna      | 2025/2026 |        |
| 15     | Sverige  | Simon Bertilsson  | 184    | 84     | L      | 19 april 1991    | Karlskoga  | 2025/2026 |        |
| 3      | Sverige  | Christian Djoos   | 181    | 82     | L      | 6 augusti 1994   | Göteborg   | 2028/2029 |        |
| 14     | Sverige  | Robert Hägg       | 188    | 95     | L      | 8 februari 1995  | Uppsala    | 2025/2026 |        |
| 5      | Tjeckien | Michal Kempný     | 183    | 89     | L      | 8 september 1990 | Hodonin    | 2025/2026 |        |
| 28     | Sverige  | Johannes Kinnvall | 180    | 84     | R      | 28 juli 1997     | Gävle      | 2025/2026 |        |
| 27     | Sverige  | Mattias Norlinder | 185    | 88     | L      | 12 april 2000    | Kramfors   | 2026/2027 |        |

| Forwards | Forwards  | Forwards             | Forwards | Forwards | Forwards | Forwards         | Forwards     | Forwards  | Forwards |
| Nr       | Nat       | Spelare              | Längd    | Vikt     | L/R      | Född             | Födelseort   | Kontrakt  |          |
| -------- | --------- | -------------------- | -------- | -------- | -------- | ---------------- | ------------ | --------- | -------- |
| 81       | USA       | Kieffer Bellows      | 185      | 88       | L        | 10 juni 1998     | Edina        | 2025/2026 |          |
| 19       | Sverige   | Nicklas Bäckström    | 184      | 92       | L        | 23 november 1987 | Valbo        | 2025/2026 |          |
| 38       | Sverige   | Gustav Hillström     | 188      | 80       | R        | 20 januari 2007  | Gävle        | 2026/2027 |          |
| 71       | Sverige   | Axel Jonsson Fjällby | 182      | 86       | L        | 10 februari 1998 | Stockholm    | 2027/2028 |          |
| 52       | USA       | Jack Kopacka         | 188      | 90       | L        | 5 mars 1998      | Metamora     | 2025/2026 |          |
| 10       | Sverige   | Johan Larsson        | 182      | 92       | L        | 25 juli 1992     | Lau          | 2027/2028 |          |
| 37       | Sverige   | Hugo Lejon           | 184      | 80       | L        | 9 april 2005     | Västerås     | 2025/2026 |          |
| 23       | Sverige   | Oskar Lindblom       | 187      | 87       | L        | 15 augusti 1996  | Gävle        | 2025/2026 |          |
| 47       | Sverige   | Lucas Pettersson     | 181      | 81       | L        | 17 april 2006    | Örnsköldsvik | Lån       |          |
| 18       | Sverige   | Anton Rödin          | 183      | 84       | L        | 21 november 1990 | Stockholm    | 2025/2026 |          |
| 41       | Kanada    | Greg Scott           | 183      | 87       | R        | 3 juni 1988      | Victoria     | 2025/2026 |          |
| 33       | Sverige   | Jakob Silfverberg    | 186      | 94       | R        | 13 oktober 1990  | Gävle        | 2025/2026 |          |
|          | Sverige   | Leo Sundqvist        | 175      | 77       | R        | 12 juni 2007     | Gävle        | 2027/2028 |          |
| 17       | Slovakien | Michal Svrcek        | 178      | 80       | L        | 24 januari 2007  | Zilina       | 2025/2026 |          |
| 8        | USA       | Bobby Trivigno       | 173      | 73       | L        | 19 januari 1999  | New York     | 2025/2026 |          |
| 20       | USA       | Tyler Vesel          | 180      | 83       | L        | 14 april 1994    | Duluth       | 2025/2026 |          |
| 36       | Sverige   | Linus Ölund          | 182      | 83       | L        | 5 juni 1997      | Gävle        | 2027/2028 |          |

| Ledare  | Ledare           | Ledare                         | Ledare           | Ledare     | Ledare | Ledare    |
| Nat     | Namn             | Roll                           | Född             | Födelseort | Värvad | Kontrakt  |
| ------- | ---------------- | ------------------------------ | ---------------- | ---------- | ------ | --------- |
| Sverige | Niklas Gällstedt | Huvudtränare                   | 7 februari 1967  | Södertälje | 2023   | 2027/2028 |
| Sverige | Anders Carlsson  | Assisterande tränare           | 25 november 1960 | Gävle      | 2023   | 2024/2025 |
| Sverige | Ove Molin        | Assisterande tränare           | 27 maj 1971      | Huddinge   | 2023   | 2024/2025 |
| Sverige | Anthon Hansson   | Analytiker och målvaktstränare | 7 april 1992     | Mölndal    | 2020   | 2024/2025 |
| Sverige | Johan Alcén      | Sportchef                      | 11 mars 1988     | Sandviken  | 2021   | 2027/2028 |
| Sverige | Håkan Svedman    | Klubbchef                      | 30 januari 1966  | Uppsala    | 2021   | 2024/2025 |

Uppdaterad den 28 juli 2025
Visa laguppställningsmallen.

## Transferfönstret 2025/2026

### Nyförvärv
- Mattias Norlinder, back - från Modo
- Lucas Pettersson, forward - från Modo
- Axel Jonsson Fjällby, forward - från Winnipeg Jets
- Robert Hägg, back - från Vegas Golden Knights
- Michal Kempný, back - från HC Sparta Prag
- Collin Delia, målvakt - från Bakersfield Condors
- Kieffer Bellows, forward - från Nashville Predators
- Damian Clara, målvakt - från Anaheim Ducks
- Nicklas Bäckström, forward - från Washington Capitals

### Förluster
- Charles-Édouard D'Astous, back - till Tampa Bay Lightning
- Ludvig Persson, målvakt - till Växjö Lakers

- Jordan Schroeder, forward - till
- Miks Indrašis, forward - till
- Anton Ohlsson, forward - till
- Linus Lindblom, forward - till
- Anton Johannesson, back - till
- Theo Lindstein, back - till Springfield Thunderbirds
- Jacob Bengtsson, back - till Modo
- Victor Söderström, back - till Boston Bruins

### Kontraktförnyelse
- Linus Ölund, forward - förlänger till säsongen 2027/2028
- Tyler Vesel, forward - förlänger till säsongen 2025/2026
- Leo Sundqvist, forward - förlänger till säsongen 2027/2028
- Michal Svrcek, forward - förlänger till säsongen 2025/2026
- Greg Scott, forward - förlänger till säsongen 2025/2026
- Gustav Hillström, forward - förlänger till säsongen 2026/2027

## Säsonger
1939 lade föreningen ner bandyn och gick över till ishockey. Nedan redovisas resultaten säsong för säsong sedan dess. Mer detaljerad information finns om man följer länkarna till säsongsartiklarna i kolumnen Division. Svenska mästerskapet var en egen turnering fram till 1952 då det blev ett slutspel till högsta serien. Åren 1942–1946 deltog Brynäs även i SM-turneringen.
| Säsong    | Division             | Placering | SM, Kval m.m.                                                            |
| --------- | -------------------- | --------- | ------------------------------------------------------------------------ |
| 1939/1940 | Gästrikeserien B     | 1         | 1:a i Gästrikeseriens slutspel 1:a i Strömsbroserien                     |
| 1940/1941 | Strömsbroserien A    | 1         |                                                                          |
| 1941/1942 | Division II Norra    | 2         | SM: Utslagna i andra omgången av Nyland                                  |
| 1942/1943 | Division II Norra    | 1         | Kval: Besegrar Årsta, uppflyttade SM: Utslagna i första omgången av Mora |
| 1943/1944 | Svenska serien       | 8         | nerflyttade SM: Utslagna i första omgången av Wifsta/Östrand             |
| 1944/1945 | Division II Norra    | 3         | SM: Utslagna i andra kvalomgången av Huge                                |
| 1945/1946 | Division II Norra    | 1         | Kval: Utslagna av Hofors SM: Utslagna i andra omgången av Mora           |
| 1946/1947 | Division II Norra    | 2         |                                                                          |
| 1947/1948 | Division II Norra    | 3         |                                                                          |
| 1948/1949 | Division II Norra    | 2         |                                                                          |
| 1949/1950 | Division II Norra    | 3         |                                                                          |
| 1950/1951 | Division II Norra    | 4         |                                                                          |
| 1951/1952 | Division II Norra    | 2         |                                                                          |
| 1952/1953 | Division II Norra    | 2         |                                                                          |
| 1953/1954 | Division II Norra    | 1         |                                                                          |
| 1954/1955 | Division I Norra     | 5         | nerflyttade                                                              |
| 1955/1956 | Division II Östra A  | 1         | Kval: Besegrar Star, uppflyttade                                         |
| 1956/1957 | Division I Norra     | 8         | nerflyttade                                                              |
| 1957/1958 | Division II Östra A  | 2         |                                                                          |
| 1958/1959 | Division II Östra A  | 2         |                                                                          |
| 1959/1960 | Division II Västra A | 1         | 1:a i kvalserien, uppflyttade                                            |

Anmärkning1. 

| Säsong    | Division            | Placering | SM/Slutspel/Vårserie                                          | SM-final/Kval                               |
| --------- | ------------------- | --------- | ------------------------------------------------------------- | ------------------------------------------- |
| 1960/1961 | Division I Södra    | 5         |                                                               |                                             |
| 1961/1962 | Division I Södra    | 6         | 1:a i kvalificeringsserien                                    |                                             |
| 1962/1963 | Division I Södra    | 3         | 6:a i Svenska mästerskapsserien                               |                                             |
| 1963/1964 | Division I Södra    | 2         | 1:a i Svenska mästerskapsserien                               | SM-guld                                     |
| 1964/1965 | Division I Södra    | 2         | 2:a i Svenska mästerskapsserien                               | SM-silver                                   |
| 1965/1966 | Division I Södra    | 1         | SM: Besegrar Wifsta/Östrand och Leksand                       | SM-final: Besegrar Västra Frölunda, SM-guld |
| 1966/1967 | Division I Södra    | 2         | SM: Besegrar Umeå och Modo                                    | SM-final: Besegrar Västra Frölunda, SM-guld |
| 1967/1968 | Division I Södra    | 1         | 1:a i Svenska mästerskapsserien                               | SM-guld                                     |
| 1968/1969 | Division I Södra    | 1         | 2:a i Svenska mästerskapsserien                               | SM-silver                                   |
| 1969/1970 | Division I Norra    | 1         | 1:a i Svenska mästerskapsserien                               | SM-guld                                     |
| 1970/1971 | Division I Norra    | 1         | 1:a i Svenska mästerskapsserien                               | SM-guld                                     |
| 1971/1972 | Division I Norra    | 1         | 1:a i Svenska mästerskapsserien                               | SM-guld                                     |
| 1972/1973 | Division I Norra    | 1         | 4:a i Svenska mästerskapsserien                               |                                             |
| 1973/1974 | Division I Norra    | 1         | 5:a i Svenska mästerskapsserien                               |                                             |
| 1974/1975 | Division I          | 1         | SM: Besegrar Timrå                                            | SM-final: Förlorar mot Leksand, SM-silver   |
| 1975/1976 | Elitserien          | 1         | SM: Besegrar Skellefteå                                       | SM-final: Besegrar Färjestad, SM-guld       |
| 1976/1977 | Elitserien          | 1         | SM: Besegrar Modo                                             | SM-final: Besegrar Färjestad, SM-guld       |
| 1977/1978 | Elitserien          | 1         | SM: Utslagna av AIK                                           |                                             |
| 1978/1979 | Elitserien          | 7         |                                                               |                                             |
| 1979/1980 | Elitserien          | 4         | SM: Besegrar Leksand                                          | SM-final: Besegrar Västra Frölunda, SM-guld |
| 1980/1981 | Elitserien          | 7         |                                                               |                                             |
| 1981/1982 | Elitserien          | 8         |                                                               |                                             |
| 1982/1983 | Elitserien          | 6         |                                                               |                                             |
| 1983/1984 | Elitserien          | 8         |                                                               |                                             |
| 1984/1985 | Elitserien          | 6         |                                                               |                                             |
| 1985/1986 | Elitserien          | 4         | SM: Utslagna av Färjestad                                     |                                             |
| 1986/1987 | Elitserien          | 6         |                                                               |                                             |
| 1987/1988 | Elitserien          | 10        |                                                               |                                             |
| 1988/1989 | Elitserien          | 6         | SM: Besegrar Luleå, utslagna av Djurgården                    |                                             |
| 1989/1990 | Elitserien          | 4         | SM: Besegrar Södertälje, utslagna av Färjestad                |                                             |
| 1990/1991 | Elitserien          | 8         | SM: Utslagna av Färjestad                                     |                                             |
| 1991/1992 | Elitserien          | 3         | SM: Besegrar Västra Frölunda, utslagna av Malmö               |                                             |
| 1992/1993 | Elitserien          | 2         | SM: Besegrar Leksand och Malmö                                | SM-final: Besegrar Luleå, SM-guld           |
| 1993/1994 | Elitserien          | 2         | SM: Besegrar Västerås utslagna av Malmö                       |                                             |
| 1994/1995 | Elitserien          | 5         | SM: Besegrar Leksand och Luleå                                | SM-final: Förlorar mot HV71, SM-silver      |
| 1995/1996 | Elitserien          | 12        | 1:a i Allsvenskan, Förlorar Allsvenska finalen mot Södertälje | 1:a i kvalserien                            |
| 1996/1997 | Elitserien          | 9         |                                                               |                                             |
| 1997/1998 | Elitserien          | 5         | SM: Utslagna av Västra Frölunda                               |                                             |
| 1998/1999 | Elitserien          | 5         | SM: Besegrar Djurgården och Luleå                             | SM-final: Besegrar Modo, SM-guld            |
| 1999/2000 | Elitserien          | 2         | SM: Besegrar HV71, utslagna av Modo                           |                                             |
| 2000/2001 | Elitserien          | 3         | SM: Utslagna av Malmö                                         |                                             |
| 2001/2002 | Elitserien          | 8         | SM: Utslagna av Färjestad                                     |                                             |
| 2002/2003 | Elitserien          | 11        |                                                               | 2:a i kvalserien                            |
| 2003/2004 | Elitserien          | 10        |                                                               |                                             |
| 2004/2005 | Elitserien          | 11        |                                                               | 2:a i kvalserien                            |
| 2005/2006 | Elitserien          | 7         | SM: Utslagna av Frölunda                                      |                                             |
| 2006/2007 | Elitserien          | 6         | SM: Utslagna av HV71                                          |                                             |
| 2007/2008 | Elitserien          | 12        |                                                               | 1:a i kvalserien                            |
| 2008/2009 | Elitserien          | 7         | SM: Utslagna av Färjestad                                     |                                             |
| 2009/2010 | Elitserien          | 6         | SM: Utslagna av Djurgården                                    |                                             |
| 2010/2011 | Elitserien          | 7         | SM: Utslagna av Färjestad                                     |                                             |
| 2011/2012 | Elitserien          | 4         | SM: Besegrar Frölunda och Färjestad                           | SM-final: Besegrar Skellefteå, SM-guld      |
| 2012/2013 | Elitserien          | 8         | SM: Utslagna av Skellefteå                                    |                                             |
| 2013/2014 | Svenska Hockeyligan | 4         | SM: Utslagna av Färjestad                                     |                                             |
| 2014/2015 | Svenska Hockeyligan | 10        | SM: Besegrar Färjestad, utslagna av Skellefteå                |                                             |
| 2015/2016 | Svenska Hockeyligan | 10        | SM: Utslagna av Djurgården                                    |                                             |
| 2016/2017 | Svenska Hockeyligan | 5         | SM: Besegrar Linköping och Frölunda                           | SM-final: Förlorar mot HV71, SM-silver      |
| 2017/2018 | Svenska Hockeyligan | 10        | SM: Besegrar Luleå, utslagna av Växjö                         |                                             |
| 2018/2019 | Svenska Hockeyligan | 11        |                                                               |                                             |
| 2019/2020 | Svenska Hockeyligan | 12        |                                                               |                                             |
| 2020/2021 | Svenska Hockeyligan | 13        |                                                               | Play-out: Besegrar HV71                     |
| 2021/2022 | Svenska Hockeyligan | 10        | SM: Utslagna av Örebro                                        |                                             |
| 2022/2023 | Svenska Hockeyligan | 13        |                                                               | Play-out: Förlorar mot Malmö, nerflyttade   |
| 2023/2024 | Hockeyallsvenskan   | 1         | Slutspel: Besegrar Nybro och Karlskoga                        | Final: Besegrar Djurgården, uppflyttade     |
| 2024/2025 | Svenska Hockeyligan | 1         | SM: Besegrar Malmö och Skellefteå                             | SM-final: Förlorar mot Luleå, SM-silver     |
| 2025/2026 | Svenska Hockeyligan |           |                                                               |                                             |

## Tidigare spelare
- Johan Alcén
- Niklas Anger
- Tyler Arnason
- Kenneth Bergquist
- Tom Bissett
- Jacob Blomqvist
- Pavel Brendl
- Lars Bylund
- Nicklas Bäckström
- Stefan Canderyd
- Anders "Masken" Carlsson
- Andreas Dackell
- Hans Dahllöf
- Pär Djoos
- Mattias Ekholm
- Lars-Erik Ericsson
- Jan "Lill-Janne" Eriksson
- Lenny Eriksson
- Anders Gozzi
- Inge Hammarström
- Lars Hedenström
- Anders Huss
- Lennart "Tigern" Johansson
- Jonas Johnson
- Kjell "Kulan" Jonsson
- Martin Karlsson
- Stefan "Lill-Prosten" Karlsson
- Bertil "Masen" Karlsson
- Heimo Klockare
- Stefan Klockare[35]
- Petri Kokko
- Kristián Kudroč
- Roger Kyrö
- Johan Larsson
- Jan Larsson
- Peter Larsson
- Hans "Virus" Lindberg
- Anders Lindbäck
- Lennart "Huppa" Lindh
- Lars-Gunnar "Krobbe" Lundberg
- Tord Lundström
- Jan-Erik Lyck
- William Löfqvist
- Jacob Markström
- Tommy Melkersson
- Ove Molin
- Mathias Månsson
- Tony Mårtensson
- Lars-Göran Nilsson
- Mats Näslund
- Stefan Persson
- Chris Phillips
- Brian Rafalski
- Daniel Rudslätt
- Börje Salming
- Stig Salming
- Tomas Sandström
- Conny Silfverberg
- Jan-Erik Silfverberg
- Lars-Åke Sivertsson
- Tommy Sjödin
- Daniel Sperrle
- Michael Sundlöv
- Lennart "Lill-Strimma" Svedberg
- Kimmo Timonen
- Niclas Wallin
- Håkan Wickberg
- Niklas Wikegård
- Stig Östling

## Publik

### Grundserien
| Säsong    | Antal hemmamatcher | Totalt antal besökare | Snitt | Källa  | Anmärkning                                 |
| --------- | ------------------ | --------------------- | ----- | ------ | ------------------------------------------ |
| 2000-2001 |                    |                       |       |        |                                            |
| 2001-2002 |                    |                       |       |        |                                            |
| 2002-2003 |                    |                       |       |        |                                            |
| 2003-2004 |                    |                       |       |        |                                            |
| 2004-2005 |                    |                       |       |        |                                            |
| 2005-2006 |                    |                       |       |        |                                            |
| 2006-2007 |                    |                       |       |        |                                            |
| 2007-2008 |                    |                       |       |        |                                            |
| 2008-2009 |                    |                       |       |        |                                            |
| 2009-2010 |                    |                       |       |        |                                            |
| 2010-2011 |                    |                       |       |        |                                            |
| 2011-2012 | 27                 | 165 400               | 6126  |        |                                            |
| 2012-2013 |                    |                       |       |        |                                            |
| 2013-2014 |                    |                       |       |        |                                            |
| 2014-2015 |                    |                       |       |        |                                            |
| 2015-2016 |                    |                       |       |        |                                            |
| 2016-2017 | 26                 | 141 044               | 5425  |        |                                            |
| 2017-2018 | 26                 | 136 008               | 5231  |        |                                            |
| 2018-2019 | 26                 |                       |       |        |                                            |
| 2019-2020 | 26                 | 152 589               | 5869  |        |                                            |
| 2020-2021 | 26                 | 150                   | 6     |        | Siffran påverkad av Covid-19 restriktioner |
| 2021-2022 | 26                 | 110 937               | 4266  |        | Siffran påverkad av Covid-19 restriktioner |
| 2022-2023 | 26                 | 165 277               | 6356  | [ 36 ] |                                            |
| 2023-2024 | 26                 | 166 972               | 6422  |        |                                            |
| 2024-2025 | 26                 | 200 200               | 7700  |        |                                            |

## Ledare genom åren
| Säsong    | Huvudtränare                      | Assisterande tränare                                                | Sportchef       |
| --------- | --------------------------------- | ------------------------------------------------------------------- | --------------- |
| 1943/1944 | Axel Svensson                     |                                                                     |                 |
| 1944/1945 |                                   |                                                                     |                 |
| 1945/1946 |                                   |                                                                     |                 |
| 1946/1947 |                                   |                                                                     |                 |
| 1947/1948 |                                   |                                                                     |                 |
| 1948/1949 |                                   |                                                                     |                 |
| 1949/1950 |                                   |                                                                     |                 |
| 1950/1951 |                                   |                                                                     |                 |
| 1951/1952 |                                   |                                                                     |                 |
| 1952/1953 |                                   |                                                                     |                 |
| 1953/1954 |                                   |                                                                     |                 |
| 1954/1955 | Conny Eriksson                    |                                                                     |                 |
| 1955/1956 | Conny Eriksson                    |                                                                     |                 |
| 1956/1957 | Conny Eriksson                    |                                                                     |                 |
| 1957/1958 | Herbert Pettersson                |                                                                     |                 |
| 1958/1959 |                                   |                                                                     |                 |
| 1959/1960 |                                   |                                                                     |                 |
| 1960/1961 | Arne Backman                      |                                                                     |                 |
| 1961/1962 | Nils Bergström                    |                                                                     |                 |
| 1962/1963 | Nils Bergström                    |                                                                     |                 |
| 1963/1964 | Herbert Pettersson                |                                                                     |                 |
| 1964/1965 | Herbert Pettersson                |                                                                     |                 |
| 1965/1966 | Herbert Pettersson                |                                                                     |                 |
| 1966/1967 | Börje Mattsson                    |                                                                     |                 |
| 1967/1968 | Nils Bergström                    |                                                                     |                 |
| 1968/1969 | Nils Bergström                    |                                                                     |                 |
| 1969/1970 | Tommy Sandlin                     |                                                                     |                 |
| 1970/1971 | Tommy Sandlin                     |                                                                     |                 |
| 1971/1972 | Tommy Sandlin                     |                                                                     |                 |
| 1972/1973 | Tommy Sandlin                     |                                                                     |                 |
| 1973/1974 | Tommy Sandlin                     |                                                                     |                 |
| 1974/1975 | Tommy Sandlin                     |                                                                     |                 |
| 1975/1976 | Tommy Sandlin                     |                                                                     |                 |
| 1976/1977 | Tommy Sandlin                     |                                                                     |                 |
| 1977/1978 | Rolf Andersson                    |                                                                     |                 |
| 1978/1979 | Rolf Andersson                    |                                                                     |                 |
| 1979/1980 | Lennart Johansson                 |                                                                     |                 |
| 1980/1981 | Tord Lundström                    |                                                                     |                 |
| 1981/1982 | Lennart Johansson                 |                                                                     |                 |
| 1982/1983 | Stig Salming                      |                                                                     |                 |
| 1983/1984 | Stig Salming                      |                                                                     |                 |
| 1984/1985 | Stig Salming                      |                                                                     |                 |
| 1985/1986 | Stig Salming                      |                                                                     |                 |
| 1986/1987 | Stig Salming                      |                                                                     |                 |
| 1987/1988 | Tord Lundström                    |                                                                     |                 |
| 1988/1989 | Staffan Tholsson                  |                                                                     |                 |
| 1989/1990 | Staffan Tholsson                  |                                                                     |                 |
| 1990/1991 | Staffan Tholsson                  |                                                                     |                 |
| 1991/1992 | Tommy Sandlin                     |                                                                     |                 |
| 1992/1993 | Tommy Sandlin                     |                                                                     |                 |
| 1993/1994 | Tommy Sandlin                     |                                                                     |                 |
| 1994/1995 | Tommy Sandlin                     |                                                                     |                 |
| 1995/1996 | Tommy Sandlin Göran Sjöberg       |                                                                     |                 |
| 1996/1997 | Göran Sjöberg                     |                                                                     |                 |
| 1997/1998 | Göran Sjöberg                     |                                                                     |                 |
| 1998/1999 | Roger Melin                       | Gunnar Persson                                                      |                 |
| 1999/2000 | Roger Melin                       | Gunnar Persson                                                      |                 |
| 2000/2001 | Roger Melin                       | Gunnar Persson                                                      |                 |
| 2001/2002 | Roger Melin                       | Gunnar Persson                                                      |                 |
| 2002/2003 | Esko Nokelainen                   | Gunnar Persson                                                      |                 |
| 2003/2004 | Gunnar Persson                    | Michael Sundlöv                                                     |                 |
| 2004/2005 | Tomas Jonsson Roger Kyrö          | Jan Larsson                                                         | Michael Sundlöv |
| 2005/2006 | Leif Boork                        |                                                                     | Michael Sundlöv |
| 2006/2007 | Leif Boork                        |                                                                     | Michael Sundlöv |
| 2007/2008 | Leif Boork Olof Östblom           |                                                                     | Michael Sundlöv |
| 2008/2009 | Niklas Czarnecki                  | Tommy Jonsson                                                       | Michael Sundlöv |
| 2009/2010 | Niklas Czarnecki                  |                                                                     | Michael Sundlöv |
| 2010/2011 | Niklas Czarnecki                  |                                                                     | Michael Sundlöv |
| 2011/2012 | Tommy Jonsson                     |                                                                     | Michael Sundlöv |
| 2012/2013 | Tommy Jonsson                     |                                                                     | Michael Sundlöv |
| 2013/2014 | Tommy Jonsson                     |                                                                     | Michael Sundlöv |
| 2014/2015 | Tommy Jonsson Thomas Berglund     |                                                                     | Stefan Bengtzén |
| 2015/2016 | Thomas Berglund                   | Tommy Sjödin                                                        | Stefan Bengtzén |
| 2016/2017 | Thomas Berglund                   | Tommy Sjödin                                                        | Stefan Bengtzén |
| 2017/2018 | Roger Melin Tommy Sjödin          | Jan Larsson                                                         | Stefan Bengtzén |
| 2018/2019 | Tommy Sjödin Magnus Sundquist     | Mikael Holmqvist Jan Larsson                                        | Stefan Bengtzén |
| 2019/2020 | Ove Molin Magnus Sundquist        | Mikael Holmqvist                                                    | Michael Sundlöv |
| 2020/2021 | Peter Andersson Josef Boumedienne | Nils Ekman Mikael Holmqvist Viktor Stråhle                          | Michael Sundlöv |
| 2021/2022 | Mikko Manner                      | Ari-Pekka Pajuluoma Mikael Holmqvist                                | Johan Alcén     |
| 2022/2023 | Mikko Manner Ove Molin            | Ari-Pekka Pajuluoma Kalle Kaskinen Anders Carlsson Jörgen Sundqvist | Johan Alcén     |
| 2023/2024 | Niklas Gällstedt                  | Ove Molin Anders Carlsson                                           | Johan Alcén     |
| 2024/2025 | Niklas Gällstedt                  | Ove Molin Anders Carlsson                                           | Johan Alcén     |
| 2025/2026 | Niklas Gällstedt                  | Ove Molin Anders Carlsson                                           | Johan Alcén     |

## Lagkaptener genom åren
| Säsong    | Division          | Kapten                            | Assisterande kapten                                           |
| --------- | ----------------- | --------------------------------- | ------------------------------------------------------------- |
| 2024/2025 | SHL               | Johan Larsson                     | Anton Rödin                                                   |
| 2023/2024 | HockeyAllsvenskan | Johan Larsson                     | Anton Rödin Jacob Blomqvist                                   |
| 2022/2023 | SHL               | Anton Rödin                       | Simon Bertilsson Linus Ölund                                  |
| 2021/2022 | SHL               | Anton Rödin                       | Simon Bertilsson Linus Ölund                                  |
| 2020/2021 | SHL               | Anton Rödin                       | Linus Ölund Simon Bertilsson                                  |
| 2019/2020 | SHL               | Anton Rödin                       | Jacob Blomqvist Lukas Kilström Greg Scott                     |
| 2018/2019 | SHL               | Jacob Blomqvist                   | Simon Bertilsson Ryan Gunderson Lukas Kilström                |
| 2017/2018 | SHL               | Jacob Blomqvist                   | Ryan Gunderson Lukas Kilström                                 |
| 2016/2017 | SHL               | Jacob Blomqvist                   | Lukas Kilström Elias Fälth Ryan Gunderson                     |
| 2015/2016 | SHL               | Anton Rödin                       | Simon Bertilsson Jesper Ollas Jörgen Sundqvist Lukas Kilström |
| 2014/2015 | SHL               | Niclas Andersén                   | Jesper Ollas Jörgen Sundqvist Jonas Nordqvist Jacob Blomqvist |
| 2013/2014 | SHL               | Jörgen Sundqvist                  | Ryan Gunderson Jesper Ollas Anton Rödin                       |
| 2012/2013 | Elitserien        | Jörgen Sundqvist                  | Mads Hansen Calle Järnkrok                                    |
| 2011/2012 | Elitserien        | Jakob Silfverberg Andreas Dackell | Mads Hansen Jörgen Sundqvist                                  |
| 2010/2011 | Elitserien        | Andreas Dackell                   | Lars Jonsson Jörgen Sundqvist Jonathan Granström Mads Hansen  |
| 2009/2010 | Elitserien        | Andreas Dackell                   | Mads Hansen Lars Jonsson Stephen Dixon                        |
| 2008/2009 | Elitserien        | Andreas Dackell                   | Mads Hansen Lars Jonsson                                      |
| 2007/2008 | Elitserien        | Tommy Sjödin                      | Mads Hansen Andreas Dackell                                   |
| 2006/2007 | Elitserien        | Tommy Sjödin                      | Nicklas Bäckström Björn Danielsson                            |
| 2005/2006 | Elitserien        | Tommy Sjödin                      | Björn Danielsson Andreas Dackell                              |
| 2004/2005 | Elitserien        | Tommy Sjödin                      | Ove Molin Mikael Lind                                         |
| 2003/2004 | Elitserien        | Tommy Sjödin                      | Roger Kyrö Daniel Glimmenvall                                 |
| 2002/2003 | Elitserien        | Jan Larsson                       | Tommy Sjödin Roger Kyrö                                       |

### Fotnoter
1. ↑  ”Sektion 1912”. Arkiverad från originalet den 4 september 2023. https://web.archive.org/web/20230924223539/http://www.sektion1912.se/. Läst 1 november 2023.
2. ↑  ”Supporterklubben Brynäs Stockholm”. http://brynasstockholm.se/. Läst 19 mars 2023.
3. ↑  ”BSKV- Brynäs Supporter Klubb Väst”. bskv.se. https://bskv.se. Läst 1 januari 2024.
4. 1 2  Martin Alsiö (28 juli 2004). ”De allsvenska klubbarnas födelsedagar”. Bolletinen. http://www.bolletinen.se/sfs/allsvenskan/grundades.pdf. Läst 10 oktober 2011.
5. 1 2  Emil Eiman Roslund, Nils Rahm (23 mars 2023). ”Brynäs åker ur SHL” (på svenska). SVT Sport. https://www.svt.se/sport/ishockey/brynas-malmo-4. Läst 23 mars 2023.
6. ↑  ”Brynäs IF”. https://www.hockeyplus.se/lag/brynas/.
7. ↑  "Premiärvinst i Läkerol Arena". Sverigesradio.se. 22 september 2006. Läst 5 maj 2013.
8. ↑  ”Brynäs IF och Unicef i unikt samarbete”. Brynäs IF. 20 november 2013. https://www.brynas.se/article/wtimains0-1ekad/view. Läst 23 juni 2014.
9. ↑  ”Gävle kommun går in som huvudpartner till Brynäs IF”. Brynäs IF. 3 juni 2014. http://www.brynas.se/artikel/55590. Läst 4 juni 2014.
10. ↑  ”SvenskaFans”. www.svenskafans.com. https://www.svenskafans.com/hockeyzon/alla-lag-kan-ha-reklamfria-trojor-570350. Läst 28 juli 2021.
11. ↑  ”Josef Boumedienne och Nils Ekman leder Brynäs IF genom kvalet”. www.brynas.se. https://www.brynas.se/article/1rf6akn34-1ekad/view. Läst 1 januari 2024.
12. ↑  ”Guldhjälmen Herr”. www.swehockey.se. https://www.swehockey.se/hockeyboken-startsida/hederspriser/guldhjaelmen-herr/. Läst 11 maj 2025.
13. ↑  ”Guldpucken”. www.swehockey.se. https://www.swehockey.se/hockeyboken-startsida/hederspriser/guldpucken/. Läst 11 maj 2025.
14. ↑  ”Svenska Spels Skyttetrofé”. www.swehockey.se. https://www.swehockey.se/hockeyboken-startsida/hederspriser/svenska-spels-skyttetrofe/. Läst 11 maj 2025.
15. ↑  ”Rinkens Riddare”. www.swehockey.se. https://www.swehockey.se/hockeyboken-startsida/hederspriser/rinkens-riddare/. Läst 11 maj 2025.
16. ↑  ”Salming Trophy”. www.swehockey.se. https://www.swehockey.se/hockeyboken-startsida/hederspriser/salming-trophy/. Läst 11 maj 2025.
17. ↑  ”Stefan Liv Memorial Trophy”. www.swehockey.se. https://www.swehockey.se/hockeyboken-startsida/hederspriser/stefan-liv-memorial-trophy/. Läst 11 maj 2025.
18. ↑  ”Årets Junior”. www.swehockey.se. https://www.swehockey.se/hockeyboken-startsida/hederspriser/aarets-junior/. Läst 11 maj 2025.
19. ↑  ”Årets Rookie”. www.swehockey.se. https://www.swehockey.se/hockeyboken-startsida/hederspriser/aarets-rookie/. Läst 11 maj 2025.
20. ↑  ”Årets Coach”. www.swehockey.se. https://www.swehockey.se/hockeyboken-startsida/hederspriser/aarets-coach/. Läst 11 maj 2025.
21. ↑  ”Årets Forward”. www.swehockey.se. https://www.swehockey.se/hockeyboken-startsida/hederspriser/aarets-forward/. Läst 12 maj 2025.
22. ↑  ”Charle-Édouard D’Astous är Årets back i SHL”. www.shl.se. https://www.shl.se/article/q3fasvx-403dd/view. Läst 12 maj 2025.
23. ↑  ”Årets mål: Jakob Silfverberg, Brynäs IF”. SHL.se. https://old.shl.se/artikel/ij1uainsi-403dd/arets-mal-jakob-silfverberg-brynas-if. Läst 11 maj 2025.
24. ↑  ”SHL Awards 2016 - Lucas Carlsson gjorde Årets mål”. SHL.se. https://old.shl.se/artikel/mhuwainrv-403dd/shl-awards-2016-lucas-carlsson-gjorde-arets-mal. Läst 11 maj 2025.
25. ↑  ”Jack Kopacka vinnare i Årets Mål 2024/25!”. www.shl.se. https://www.shl.se/article/d24asw5-403dd/view. Läst 12 maj 2025.
26. ↑  ”Jakob Silfverberg vinnare i Årets Assist 2024/25!”. next.shl.se. https://next.shl.se/article/eyzaswc-403dd/view. Läst 18 maj 2025.
27. ↑  ”Årets räddning - Felix Sandström, Brynäs”. SHL.se. https://old.shl.se/artikel/z6hlaj2c4-403dd/arets-raddning-felix-sandstrom-brynas. Läst 12 maj 2025.
28. ↑  ”Jakob Silfverberg är Årets MVP 2024/25”. www.shl.se. https://www.shl.se/article/kyuaswn-403dd/view. Läst 26 maj 2025.
29. ↑  ”Jakob Silfverberg är Årets Schysstaste Spelare 2024/25”. www.shl.se. https://www.shl.se/article/kyraswn-403dd/view. Läst 26 maj 2025.
30. ↑  ”Guldgallret”. www.swehockey.se. https://www.swehockey.se/hockeyboken-startsida/hederspriser/guldgallret/. Läst 12 maj 2025.
31. ↑  ”Brynäs IF”. Elite Prospects. https://www.eliteprospects.com/team/2/brynas-if?team-history=complete#team-history. Läst 20 januari 2022.
32. ↑  Berglund, Helge, red (1972). Pucken: en bok om svensk ishockey. Stockholm: Strömbergs idrottsböcker. sid. 274. Libris 7745572. ISBN 91-85110-94-9
33. ↑  Carl Gidén (1997). Janne Stark. red. ”Den svenska hockeyhistorien del VI”. Årets Ishockey 1997 (Vällingby: Strömberg/Brunnhages Förlag):  sid. 114–125. ISSN 0282-860X.
34. ↑  Carl Gidén (1998). Janne Stark. red. ”Den svenska hockeyhistorien del VII”. Ishockey 1998 (Vällingby: Strömberg/Brunnhages Förlag):  sid. 316–329. ISSN 0282-860X.
35. ↑  ”Klockare har goda guldminnen från Brynäs”. Folkbladet.nu. 10 april 2012. Arkiverad från originalet den 20 april 2012. https://web.archive.org/web/20120420181646/http://www.folkbladet.nu/291570/2012/04/10/klokare-har-goda-guldminnen-fran-brynas-gillar-att-spela-infor-var-publik. Läst 22 april 2012.
36. ↑  ”SHL | stats.swehockey.se”. stats.swehockey.se. https://stats.swehockey.se/ScheduleAndResults/Schedule/13469. Läst 12 maj 2025.